# كوسيك
كوسيك (بالفرنسية: Cucq)‏ هي بلدية تقع في إقليم باد كاليه من منطقة نور با دو كاليه في شمال فرنسا. تبلغ مساحة هذه المدينة 13.16 (كم²)، وترتفع عن سطح البحر 5 م، يبلغ عدد سكانها 4912 نسمة حسب إحصاء المعهد الوطني للإحصاء والدراسات الاقتصادية سنة 2009 م. وترأس والتر خان البلدية خلال فترة (2008-2014).

## أعلام
- بولين بارمنتييه
- مايكل ستيوارت
- بنجامين لوروا
- ألكسندر كوفيليير